# شيرين الطحان
شيرين الطحان (5 يونيو 1976 - 7 أبريل 2023) ممثلة مصرية، عملت بعد تخرجها من كلية التجارة من جامعة القاهرة كمقدمة برامج في قناة النيل للمنوعات منذ 2000، ثم رشحها المخرج أحمد يسري للمشاركة في بطولة فيلم 45 يوم، مثلت بعدها في عدة مسلسلات تليفزيونية، منها: (رقم مجهول، اسم مؤقت، السبع وصايا ورمضان كريم مع المخرج سامح عبد العزيز ).

## وفاتها
توفيت في 7 أبريل 2023 بعد صراع مع السرطان عن عمر يناهز 47 عاما، شيعت جنازتها من مسجد فاطمة الشربتلي بمنطقة التجمع الخامس شرقي القاهرة.

## أعمالها الفنية

### الأفلام
- 45 يوم
- أعز أصحاب

### المسلسلات
- رقم مجهول (2012)
- اسم مؤقت (2013)
- الركين (2013)
- السبع وصايا (2014)
- رمضان كريم (2017)
- طلعت روحي
- هبة رجل الغراب

## روابط خارجية
- شيرين الطحان على موقع IMDb (الإنجليزية)
- شيرين الطحان على موقع الدهليز
- شيرين الطحان على موقع قاعدة بيانات الأفلام العربية